# Ґура (Монецький повіт)
Ґура (пол. Góra) — село в Польщі, у гміні Крипно Монецького повіту Підляського воєводства.
Населення — 435 осіб (2011).
У 1975-1998 роках село належало до Білостоцького воєводства.

## Демографія
Демографічна структура станом на 31 березня 2011 року:
|          | Загалом | Допрацездатний вік | Працездатний вік | Постпрацездатний вік |
| -------- | ------- | ------------------ | ---------------- | -------------------- |
| Чоловіки | 218     | 72                 | 123              | 23                   |
| Жінки    | 217     | 55                 | 100              | 62                   |
| Разом    | 435     | 127                | 223              | 85                   |